# Damernas K-2 500 meter i kanotsport vid olympiska sommarspelen 1988
Damernas K-2 500 meter vid olympiska sommarspelen 1992 hölls i Seoul. 

## Medaljörer
| Gren          | Guld                                      | Silver                                 | Brons                                       |
| K-2 500 meter | Östtyskland Birgit Schmidt Anke Nothnagel | Bulgarien Vanja Gesjeva Diana Paliiska | Nederländerna Annemiek Derckx Annemarie Cox |

## Resultat

### Heat
| Heat 1 |                                               |         |    |
| 1.     | Vanja Gesjeva och Diana Paliiska (BUL)        | 1:44.52 | QS |
| 2.     | Birgit Schmidt och Anke Nothnagel (GDR)       | 1:45.53 | QS |
| 3.     | Erika Mészáros och Éva Rakusz (HUN)           | 1:46.54 | QS |
| 4.     | Irina Salomykova och Irina Chmelevskaja (URS) | 1:47.30 | QR |
| 5.     | Anna Olsson och Agneta Andersson (SWE)        | 1:52.82 | QR |
| 6.     | Claudia Österheld och Andrea Martin (FRG)     | 1:55.25 | QR |
| 7.     | Janine Lawler och Elizabeth Sharman (GBR)     | 1:58.90 | QR |
| 8.     | Corina Martín och Verónica Arbo (ARG)         | 1:59.38 | QR |
| Heat 2 |                                               |         |    |
| 1.     | Annemiek Derckx och Annemarie Cox (NED)       | 1:46.65 | QS |
| 2.     | Shelia Conover och Cathy Marino-Geers (USA)   | 1:50.54 | QS |
| 3.     | Bożena Ksiąźek och Jolanta Łukaszewicz (POL)  | 1:51.55 | QS |
| 4.     | Barbara Olmsted och Shelia Taylor (CAN)       | 1:52.45 | QR |
| 5.     | Jeanette Knudsen och Birgitte Froberg (DEN)   | 1:55.33 | QR |
| 6.     | Lee Do-Hui och Choi Seon-Hyeong (KOR)         | 1:57.10 | QR |
| 7.     | Harumi Nakazato och Miyuki Kobayashi (JPN)    | 1:57.34 | QR |

### Återkval
| Återkval 1 |                                               |         |    |
| 1.         | Irina Salomykova och Irina Chmelevskaja (URS) | 1:49.81 | QS |
| 2.         | Jeanette Knudsen och Birgitte Froberg (DEN)   | 1:53.30 | QS |
| 3.         | Claudia Österheld och Andrea Martin (FRG)     | 1:56.02 | QS |
| 4.         | Harumi Nakazato och Miyuki Kobayashi (JPN)    | 1:58.99 |    |
| 5.         | Corina Martín och Verónica Arbo (ARG)         | 2:04.72 |    |
| Återkval 2 |                                               |         |    |
| 1.         | Anna Olsson och Agneta Andersson (SWE)        | 1:53.17 | QS |
| 2.         | Barbara Olmsted och Shelia Taylor (CAN)       | 1:50.54 | QS |
| 3.         | Janine Lawler och Elizabeth Sharman (GBR)     | 1:57.82 | QS |
| 4.         | Lee Do-Hui och Choi Seon-Hyeong (KOR)         | 2:00.34 |    |

### Semifinaler
| Semifinal 1 |                                               |         |    |
| 1.          | Anna Olsson och Agneta Andersson (SWE)        | 1:51.41 | QF |
| 2.          | Vanja Gesjeva och Diana Paliiska (BUL)        | 1:52.48 | QF |
| 3.          | Bożena Ksiąźek och Jolanta Łukaszewicz (POL)  | 1:54.30 | QF |
| 4.          | Claudia Österheld och Andrea Martin (FRG)     | 1:55.37 |    |
| Semifinal 2 |                                               |         |    |
| 1.          | Erika Mészáros och Éva Rakusz (HUN)           | 1:48.94 | QF |
| 2.          | Annemiek Derckx och Annemarie Cox (NED)       | 1:50.24 | QF |
| 3.          | Barbara Olmsted och Shelia Taylor (CAN)       | 1:52.62 | QF |
| 4.          | Jeanette Knudsen och Birgitte Froberg (DEN)   | 1:53.37 |    |
| Semifinal 3 |                                               |         |    |
| 1.          | Birgit Schmidt och Anke Nothnagel (GDR)       | 1:46.62 | QF |
| 2.          | Irina Salomykova och Irina Khmelevskaya (URS) | 1:49.55 | QF |
| 3.          | Shelia Conover och Cathy Marino-Geers (USA)   | 1:54.16 | QF |
| 4.          | Janine Lawler och Elizabeth Sharman (GBR)     | 1:58.70 |    |

### Final
| Gold   | Birgit Schmidt och Anke Nothnagel (GDR)       | 1:43.46 |
| Silver | Vanja Gesjeva och Diana Paliiska (BUL)        | 1:44.06 |
| Bronze | Annemiek Derckx och Annemarie Cox (NED)       | 1:46.00 |
| 4.     | Erika Mészáros och Éva Rakusz (HUN)           | 1:46.58 |
| 5.     | Irina Salomykova och Irina Khmelevskaya (URS) | 1:47.68 |
| 6.     | Anna Olsson och Agneta Andersson (SWE)        | 1:48.39 |
| 7.     | Shelia Conover och Cathy Marino-Geers (USA)   | 1:50.33 |
| 8.     | Barbara Olmsted och Shelia Taylor (CAN)       | 1:51.03 |
| 9.     | Bożena Ksiąźek och Jolanta Łukaszewicz (POL)  | 1:51.13 |